# 최보인
최보인(1986년 7월 12일 ~ )은 2008년 미스코리아 선(善)이다.

## 프로필
- 출생 : 1986년 7월 12일
- 신체 : 169.5cm, 50kg, 36-24-36
- 학력 : 이화여자대학교 국제학부
- 수상 : 2006년 미스코리아 서울 월드메르디앙, 2008년 미스코리아 선(善), 2008년 미스코리아 서울 미(美)
- 취미 : 독서, 플라멩고, 요가
- 특기 : 외국어(영어, 일본어, 중국어)

## 같이 보기
- 미스코리아
- 미스코리아 서울
- 미스 월드